# Sobna jelica
Sobna jelica (Norfolška araukarija, lat. Araucaria heterophylla), vrsta drveta iz porodice araukarijevki, endem s otoka Norfolk.
Naraste 50 do 70 m. visine. Kora je sivo-smeđa. Popularno je kao ukrasno drvo u Australiji, Novom Zelandu, Havajima, Kaliforniji, i drugdje. IUCN izvještava da je vrsta ugrožena zbog ograničene i fragmentirane rasprostranjenosti, kao i pada kvalitete staništa.
Najstariji primjerak ove vrste star je 170 godina

## Opis
Norfolški bor (kako ga nazivaju na engleskom), zimzeleno je drvo i ukrasna crnogorica iz obitelji Araucariaceae, podrijetlom s otoka Norfolk, smještenog u južnom Tihom oceanu između Nove Kaledonije i Novog Zelanda. Drvo velikih stabala koristi se u građevinarstvu, namještaju i brodogradnji. Biljka se uzgaja kao vanjski ukras u regijama s mediteranskom klimom, a atraktivne mladice diljem svijeta uzgajaju se kao sobne biljke. Bor s otoka Norfolk otkriven je tijekom druge ekspedicije kapetana Jamesa Cooka (1772–75) i ubrzo nakon toga uveden je u uzgoj. Unatoč uobičajenom nazivu, biljka nije pravi bor.
U prirodi bor na otoku Norfolk može narasti do visine od 60 metara (200 stopa), s deblom koje ponekad doseže 3 metra (10 stopa) u promjeru. Grane su raspoređene u simetrično, a debla su karakteristično ravna. Listovi mladih biljaka su igličasti i zakrivljeni prema gore, dok su listovi zrelih stabala ljuskasti i gusto se preklapaju. Okrugli ženski češeri su bodljikavi i dosežu promjer do 15 cm (6 inča). Neobična značajka ove vrste je da bočne grane odrezane sa stabla i ukorijenjene u tlu nastavljaju rasti vodoravno i nikada ne daju uspravnu stabljiku.

## Vanjske poveznice
- The Gymnosperm Database

|  | Zajednički poslužitelj ima još gradiva o temi Araucaria heterophylla |
|  | Wikivrste imaju podatke o taksonu Araucaria heterophylla             |